# Hisings skeppsreda
Hisings skeppsreda var en medeltida skeppsreda inom norska Älvsyssel, omfattande ön Hisingen med närmsta omgivningar.
Vid mitten av 1200-talet delades Hisings skeppsreda mellan Svenska och Norska Hisingen (sedermera Östra Hisings härad respektive Västra Hisings härad). Hisingen delades mitt itu av riksgränsen i cirka 400 år tills Bohuslän erövrades av Sverige 1658.